# Prismatocarpus tenellus
Prismatocarpus tenellus är en klockväxtart som beskrevs av Daniel Oliver. Prismatocarpus tenellus ingår i släktet Prismatocarpus och familjen klockväxter. Inga underarter finns listade i Catalogue of Life.